# 랄랑드 상
랄랑드 상(프랑스어: Prix Lalande)은 천문학의 발전에 큰 기여를 한 천문학자들에게 수여하는 상이다. 왕립천문학회의 산하 기관인 프랑스 과학 아카데미에서 수여하는 상이다.

## 설명
랄랑드상은 1802년부터 1970년까지 프랑스 과학 아카데미에 의해 수여된 천문학의 진보에 대한 상이다. 이 상은 1807년에 사망하기 몇 년 전인 1801년의 천문학자인 제롬 랄랑드가 과학 아카데미가 "프랑스 또는 다른 곳에서 천문학의 발전을 촉진하기 위해 가장 특이한 관찰을 하거나 가장 유용한 논문을 쓴 사람에게" 매년마다 수여하는 상이다. 1918년에는 1000프랑, 1950년에는 10,000프랑이 수여되었다. 1970년에 발즈 상(Prix Valz)과 결합해 랄랑드 발즈 상을 1997년에는 122개의 기초상을 추가로 수상하여 그랑데 메다유가 탄생했다. 그랑데 메데유는 천문학 분야에만 국한된 것이 아니다.

## 같이 보기
- 천문학
- 과학